# Ghost - The Haunted House
Ghost - The Haunted House is vrij val-attractie in het Deense attractiepark Legoland Billund. De attractie opende in 2014 en verving daarmee de mijntrein. De attractie is enige in alle attractieparken van Legoland.
Het exterieur van de attractie is vormgegeven als een landhuis. Alvorens bezoekers de vrij val-attractie betreden, loopt men eerst door rijkelijk gedecoreerde kamers van het landhuis. Een deel van de decoratie is uitgevoerd in LEGO. Er bevinden zich een aantal interactieve elementen in de wachtrij. Halverwege bevindt zich een spiegeldoolhof. De rit zelf bestaat twee gondels die tegenover elkaar staan. Gedurende de show bewegen de gondels op en neer met een maximale valhoogte van acht meter. Er wordt tijdens de hoofdshow gebruik gemaakt van schermprojecties, geluids- en lichteffecten. Bezoekers hebben de mogelijkheid om de vrije val-attractie over slaan door via de chicken exit. Hierdoor heeft men de mogelijkheid om wel de gedecoreerde wachtrij en het spiegeldoolhof te bezichtigen. 

## Afbeeldingen

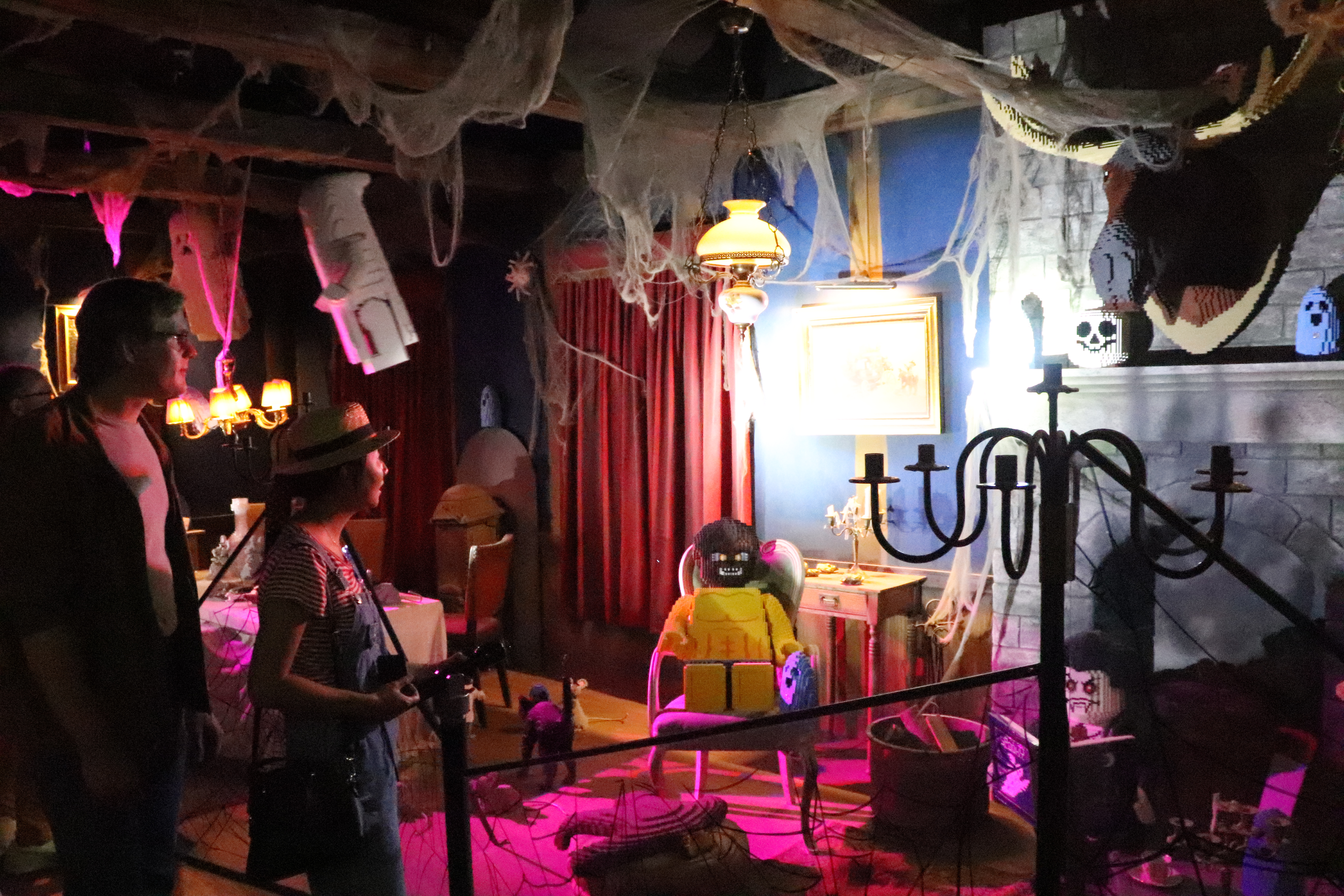
Eén van de wachtruimtes.
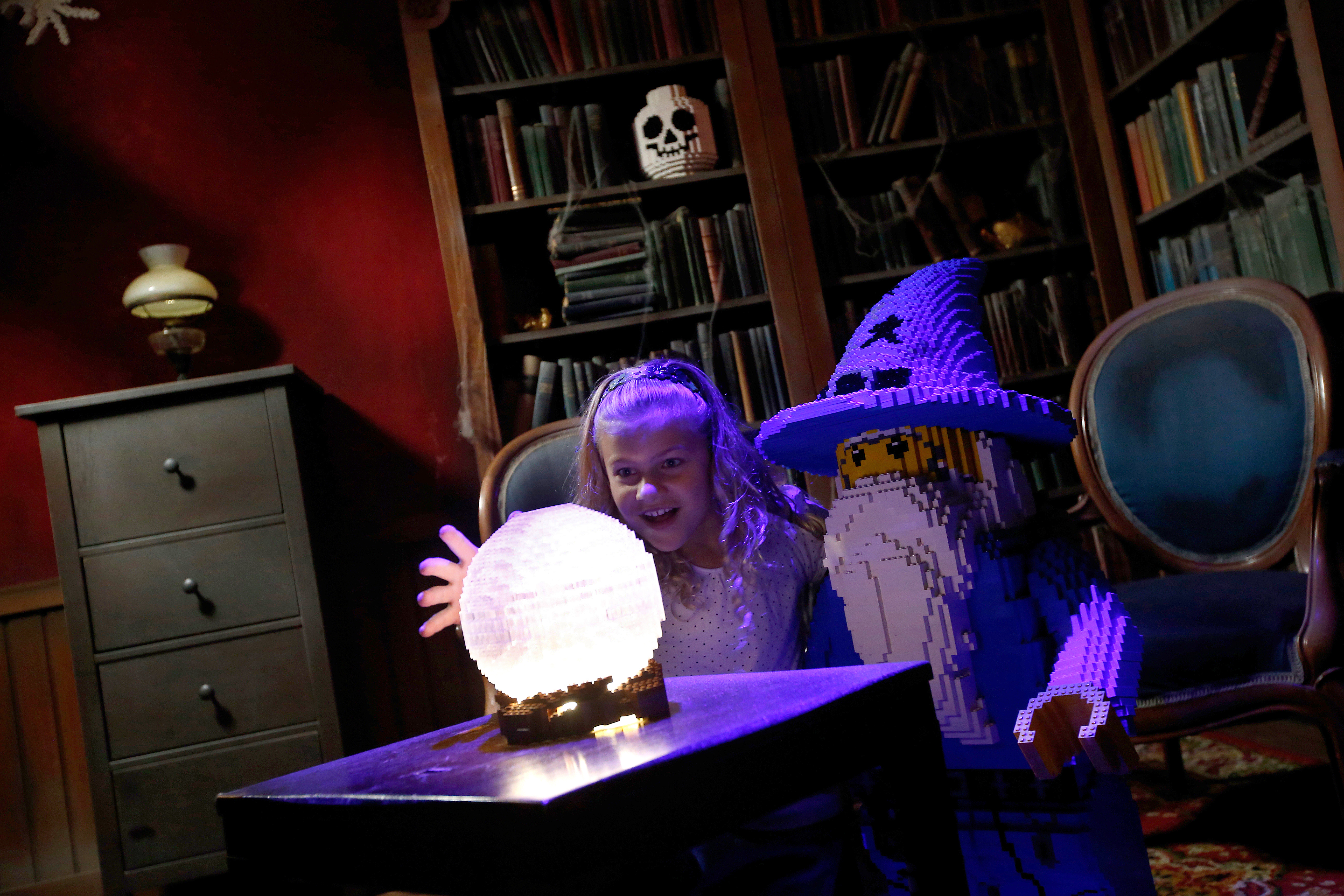
Tovenaar met een glazen bol, uitgevoerd in Lego.